# Brani Do
Brani Do (Брани До) è un centro abitato della Bosnia ed Erzegovina, compreso nel comune di Trebigne.